# 環境的レイシズム

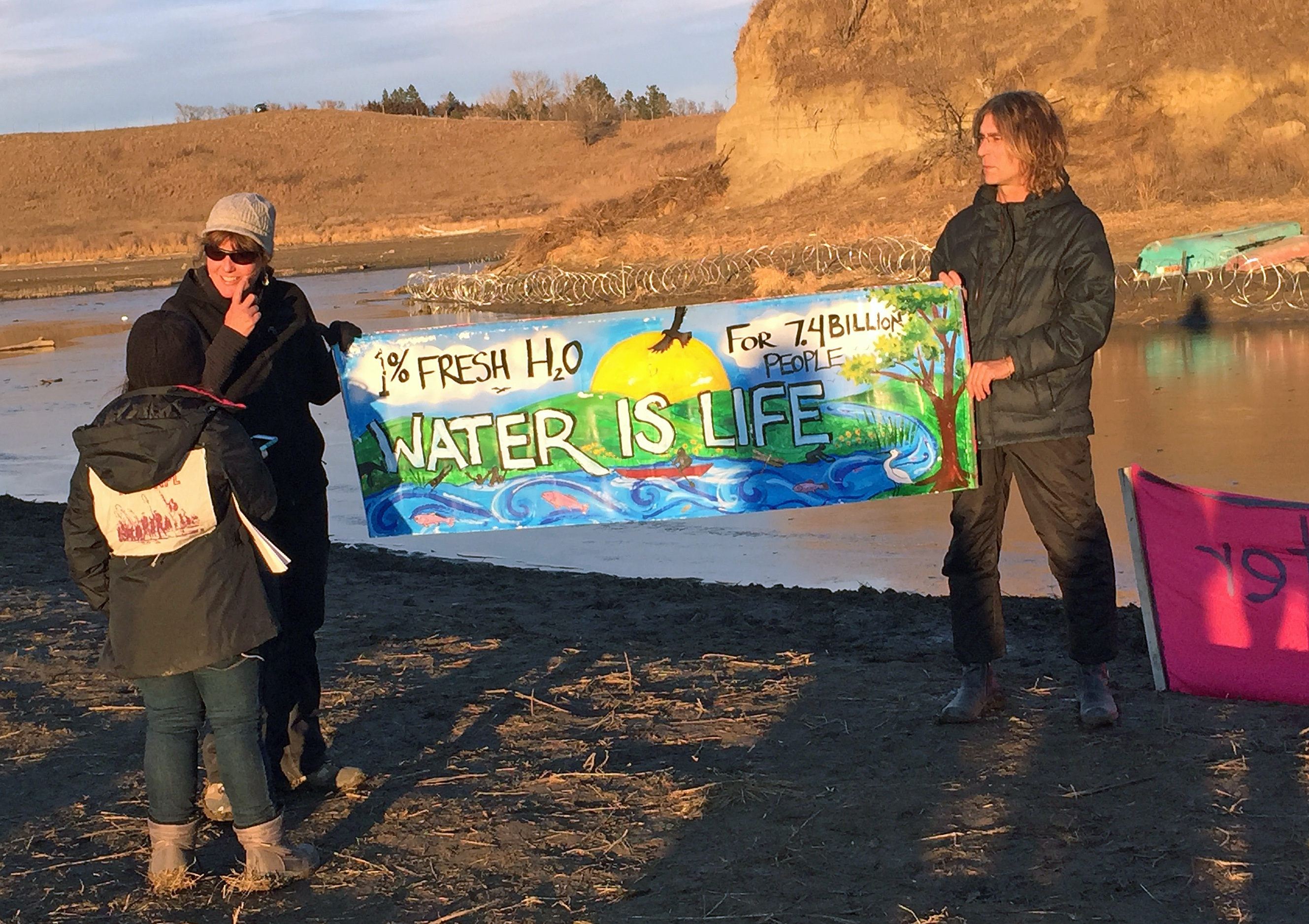
先住民の水を守るための抗議運動

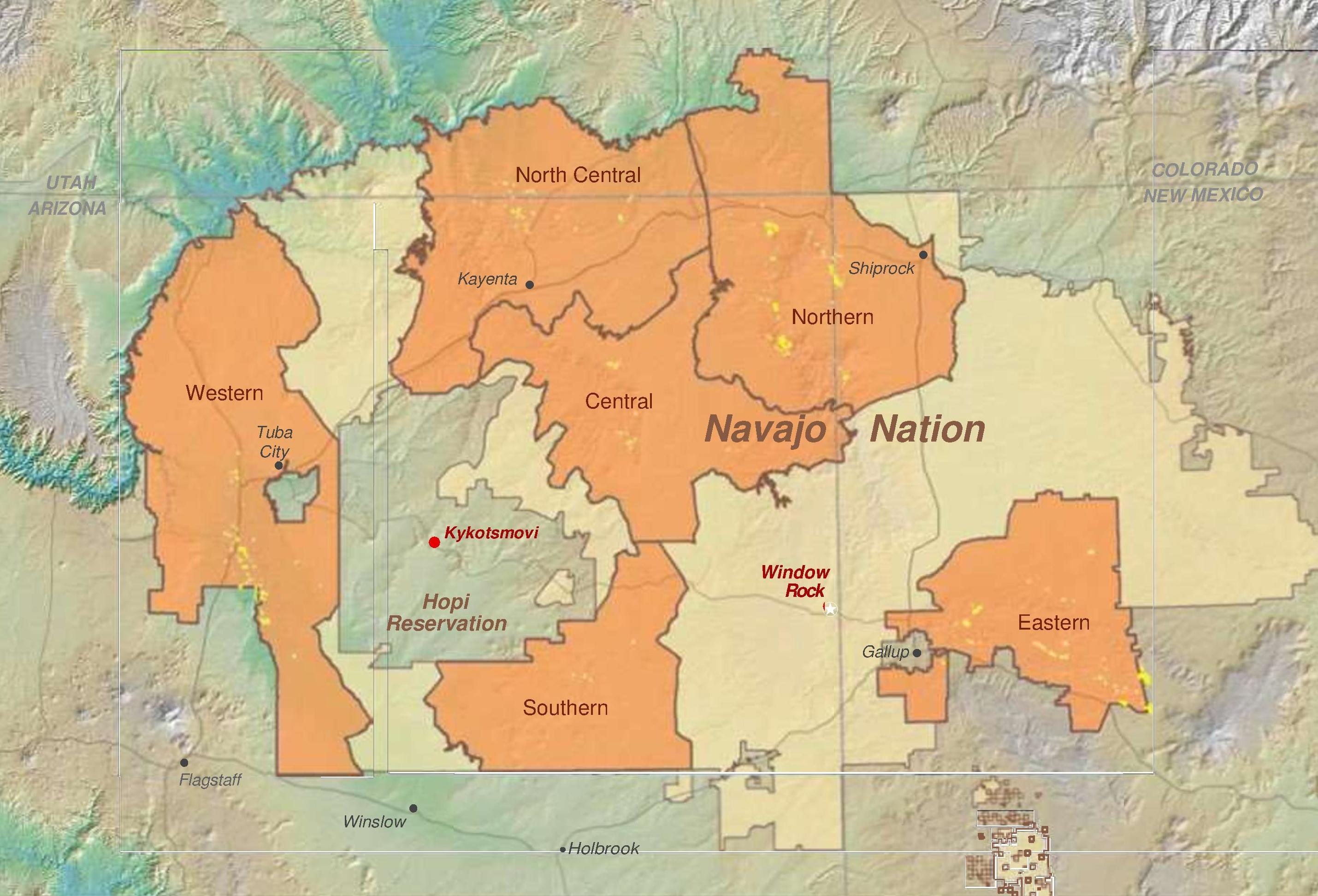
ナバホ・ネーションと廃棄されたウラン鉱山

環境的レイシズム、環境的人種差別、環境レイシズム (かんきょうてきれいしずむ、environmental racism) とは、少数派グループに、有毒廃棄物施設や軍事基地公害、およびその他の環境汚染および汚染源を多く押し付けられている状況を示す。1970年代から1980年代にかけて米国で発展した環境正義運動 (environmental justice movement) の一つの概念で、人種階層化された社会の中での実態や政策における環境的不正義を示す。例えば環境的人種差別は、白人系住民が郊外に移住した郊外化後のインナーシティーと郊外とのあいだの不平等を指す。また国際間では、先進国から発達途上国への汚染物質や廃棄物などの輸出などの問題もこれに含まれる。

## 定義
この用語は、ノースカロライナ州ウォーレン郡の有害なPCB廃棄物に対処する、キリスト教連合教会 (UCC) の人種正義委員会の前委員長であるベンジャミン・チャビスによって1982年に導入された。彼は環境的人種差別をこのように定義づけている。
ノースカロライナ州でのこの事例に関するUCCおよび米国一般会計事務所（GAO）の報告書は、貧困にあえぐマイノリティーの住居地域と有害廃棄物処理場が置かれた所との間には明らかな関連性があることを示していた。このような実例には、レッドライニングやゾーニングも含まれる。そのような地域では、社会的経済的な地位、政治的な代弁者と運動の欠落などが、そこに住む住民を環境的人種差別から守ることを難しくさせている。『アメリカのアパルトヘイトと環境人種主義の遺産』のなかで、ロバート・ブラードは、環境人種差別をこう定義づけている。

## 環境的人種差別

### 費用便益分析と経済格差
費用便益分析 (CBS: cost benefit analysis) では、費用と便益に金銭的価値 (monetary value) を計算し問題を評価し解決しようとするものであり、公共政策において重要な役割を持つが、そこに経済格差という要素が加わるため、貧困地域の被害をより安く見積もり、富裕層に有利な評価をはじき出す。このようにして貧しい地域に有害汚染物質の処理場を配置することを経済的に正当化する要因となっている。また貧困地域では公衆衛生 (public health) や医療と医療保険への平等なアクセスも制限されているため、その被害は甚大となる。

1991年、当時世界銀行チーフエコノミストであったローレンス・サマーズによる内部文書が流出し、世銀は環境汚染型産業をリスクが最も低コストですむ最貧国に移転させるよう促すべきであるとする主張が問題となった。
(1) 健康被害をもたらす環境汚染のコストは、罹患率や死亡率の上昇によって増加した疾病および死亡のために失われる勤労所得額によって測定される。この観点からすると、健康被害をもたらす環境汚染は、もっとも汚染コストが低くてすむ国々、すなわち賃金水準が最も低い国々で行われるべきである。賃金水準が最低の国々に有毒廃棄物を投棄することには、非のうち所の無い経済的合理性がある。その事実を直視すべきだ。
いわゆるサマーズ・メモ（Summers memo）と呼ばれるこの文書は、健康被害をもたらす環境汚染の被害に賃金所得額の費用便益分析 (CBA) を応用し、環境汚染物質をアフリカなどの発展途上国に輸出することを直接的に示唆していたため、有害物質帝国主義 (toxic colonialism) として問題となった。

### NIMBY
NIMBY（ニンビー、not in my back yard）とは、施設は必要かもしれないが、「我が家の裏庭には持ってこないで」の略語。施設の必要性は認めるが、自分たちの居住地域には建てないでくれと主張する住民たちや、その態度を指し、それはマジョリティがマイノリティに「忌避施設」「迷惑施設」「嫌悪施設」を無意識的に押し付ける態度を表す。

## 歴史
1971年、人種と経済格差と汚染物質被害リスクの関係に注目した最初の報告は、環境品質評議会の「大統領への年次報告」で、それはノースカロライナ州ウォーレン郡のアフリカ系アメリカ人コミュニティでの有害廃棄物投棄に関するものだった。
1983年、米国総経理局（GAO）の報告書、次いで、1987年にキリスト教連合教会 (UCC) が人種と危険廃棄物施設建設の調査報告書を提出し、1982年、UCC人種正義委員会の事務局長を務めていたベンジャミン・チャビスが、環境的人種差別という用語を作り出した。これら一連のウォーレン郡での動きが、マイノリティーと草の根の環境正義の運動に拍車をかける画期的な出来事となった。
1994年、ビル・クリントン大統領の大統領令12898は、特にそれまで白人中心だった環境主義運動の中での政策上の環境不正への取り組みにおける歴史的なステップだった。

## 環境的人種差別の事例

### アメリカ先住民とリザベーション
アメリカ先住民は土地を奪われ、リザベーションに強制収容された上に、さらに環境的不利益を押し付けられてきた。その例として、高レベル核廃棄物投棄場にされたゴーシュートのスカル・バレー・バンド、ウランの採掘場所になっているウエストショショーニのユッカマウンテン地区、ピーボディ鉱業会社による石炭採掘のために強制移住させられたフォー・コーナーズのホピとナバホ、ウラン採掘がおこなわれているニューメキシコ州ナバホの土地などが挙げられる。
1830年、インディアン移住法と涙の道は、米国における環境的人種差別の初期の例と考えられる。1830年の移住法の結果、1850年までにミシシッピ川の東部のすべての部族は西部の土地に移され、本質的に「入植者や企業の注意を引くにはあまりにも乾燥、遠隔、または不毛の土地に限定された」 。
アメリカ先住民が軍から環境的人種差別を受けていることを示唆する証拠もある。後に第二次世界大戦中、米軍基地は留保地に隣接して配置されることが多く、「不均衡な数の最も危険な軍事施設がアメリカ先住民の土地の近くに配置される」状況となった。米国本土の約3,100の郡を分析した研究では、ネイティブアメリカンの土地は、きわめて危険とみなされる不発弾のある場所の数と明らかに関連していることが判明した。「アメリカで最も危険な軍事施設が、不均衡な数でネイティブアメリカンの土地の近くに位置する」という状況になっている。
また、アメリカや多国籍企業によって、多くのアメリカ先住民の土地が廃棄物処理や不法投棄に使用されている。先住民と抑圧された国家の国際法廷は、1992年に会議を開き、米国の先住民グループに対する犯罪的行為の歴史を調査し、「米国が北米先住民の領土での核廃棄物、有毒廃棄物、医療廃棄物、その他の有害廃棄物の投棄、輸送、場所を故意に、体系的に許可し、支援し、懇願し、共謀した」と断罪した。「このようにして、ネイティブアメリカンの人々の健康、安全、身体的および精神的な幸福に対する明確で現在の危険を生み出した」
ネイティブアメリカンの活動家にとって現在進行中の問題は、ダコタ・アクセス・パイプラインである。石油や天然ガスを運ぶパイプラインはノースダコタで始まり、イリノイ州まで建設することが提案された。パイプラインは保留地を直接交差してはいないが、スタンディングロックスー族の主要な飲料水源であるミズーリ川の一部の下を通るため、問題となっている。パイプラインはよく破損し、パイプラインおよび危険物安全管理局（PHMSA）は、2010年以降、石油およびガスパイプラインの3,300を超える漏出および破裂の事件を報告している。バラク・オバマ大統領は、2016年12月にプロジェクトの許可を取り消し、パイプラインの再ルーティングに関する調査を命じた。ドナルド・トランプ大統領はこの命令を覆し、パイプラインの完成を承認。 2017年、ジェームズ・ボースバーグ判事は、スタンディング・ロック・スー族側にたち、オアヘ湖で最初に建設が承認された際、米国陸軍工兵隊が油流出の環境への影響に関するアセスを完了していなかったことを挙げた。2018年10月に新しい環境調査が命じられたが、パイプラインは引き続き稼働している。ダコタアクセスパイプラインに反対するスタンディングロックスー族が、これを恒久的に閉鎖するための取り組みを続けている。

### 軍事環境問題
軍事基地は最大の環境汚染源といわれながら、その状況と情報は軍事機密とされ、日本の場合はさらに日米地位協定などに阻まれている。

#### テキサス州サンアントニオのケリー空軍基地
サンアントニオのケリー空軍基地（KAFB）は、空軍の主要な航空機メンテナンス施設の1つであり、主にヒスパニック系人口の居住地域に囲まれた4000エーカーの土地を占有している。KAFBは、ジェットエンジンなどの航空機のさまざまな部品、付属部品、さらには核物質まで貯蔵し、毎年282,000トンもの危険廃棄物を発生させている。近くの住民は、呼吸器疾患や腎臓病だけでなく、子供たちが経験した異常な病気を何度も訴えている。KAFBに近い住宅街で行われた1997年の調査では、大人の91％と子供の79％が鼻、耳、のどの問題から中枢神経系障害に至るまでの状態に苦しんでいることが示された。科学者は1983年に情報を発表し、1960年から1973年にかけて有毒廃棄物が覆われていないピットに投棄されたことを明らかにした。ピット内の廃棄物には、PCBやDDTなどの地下水を汚染するさまざまな化学物質が含まれていた。

### アフリカ系アメリカ人の共同体
社会学者ロバート・ブラードが率いる20年間の比較研究は、環境的に不健全な住宅、アスベスト問題のある学校、鉛塗料のある施設と遊び場がアフリカ系アメリカ人の共同体に汚染を押し付けていることを明らかにした。彼の研究では、アフリカ系アメリカ人の子供は、白人の子供よりも鉛中毒が5倍多い可能性があり、危険な廃棄物施設も不釣り合いに多く押し付けられている。

#### ミシガン州フリント
2014年4月以来、ほぼ57％がアフリカ系アメリカで、特に貧困状態にある都市フリントの住民は、環境保護庁の「有害廃棄物」の定義を満たすのに十分な鉛を含む水を飲み入浴している。フリント市が水源として独自の川に切り替えた2014年以前、ヒューロン湖はこの地域に長年水を提供していた。バージニア工科大学の研究者は、2015年にフリント川はたヒューロン湖の19倍の腐食性があることを発見した。これは水道水か鉛を含んでいることを示していた。 CNNによると、その薬剤（オルトリン酸塩）の追加には1日あたり100ドルかかり、フリントの水に関する問題の90％は、使用されていれば回避されていたはずのものだった。汚染された水を使う決断をした背景には人種や貧困層に対する行政側の差別意識があったのではないかと指摘されている。

## 参考
- “Reading: Environmental Racism” (英語).   Course Sidekick. 2020年2月28日閲覧。
- 本田雅和、デアンジェリス風砂子『環境レイシズム―アメリカ「がん回廊」を行く』(2000). ISBN 4-7592-6323-3. OCLC 54607547